# 1322
سنة 1322 كانت سنة بسيطة تبدأ يوم الجمعة (الرابط يظهر نموذج التقويم الكامل للسنة) من التقويم اليولياني.

## أحداث
- تأسيس مدينة بورتغاليتي وتقع حاليا في إسبانيا.

## مواليد
- تاج الدين السنجاري فقيه حنفي ولغوي وأديب عراقي
- سعد الدين التفتازاني
- وانتشون داي غن

## وفيات
- رضي الدين الطبري
- أبو الجيوش نصر.
- فيليب الخامس ملك فرنسا.